# 2016–2017-es női EHF-kupa (csoportkör)
Ez a cikk ismerteti a 2016–2017-es női EHF-kupa csoportköreinek az eredményeit.

## Formátum
A csoportkörben a 16 részt vevő csapatot négy darab négycsapatos csoportra osztották. A csoporton belül a csapatok oda-vissza vágós rendszerű körmérkőzést játszanak egymással. A csoportok első három helyezettjei jutnak a negyeddöntőbe, ahol már kiesésre megy a verseny.
Azonos pontszám esetén az alábbiak szerint döntik el a sorrendet:
1. Egymás elleni mérkőzéseken szerzett több pont,
2. Egymás elleni mérkőzések alapján számolt gólkülönbség,
3. Egymás elleni mérkőzéseken lőtt több gól,
4. A csoport összes meccse alapján számolt gólkülönbség,
5. A csoportban lőtt gólok száma,
6. Sorsolás.

## Csoportkör
A csoportkörbe a selejtezősorozat 12 győztese és a Bajnokok ligája csoportköréből kiesett négy csapat jut. A mérkőzéseket 2017. január 7. és 2017. február 12. között rendezik. A csoportokból az első két helyezett jut a nyolcaddöntőbe.

### A csoport
| Csapat                     | M | Gy | D | V | G+  | G–  | Gk  | P |
| -------------------------- | - | -- | - | - | --- | --- | --- | - |
| Nantes Loire Atlantique HB | 6 | 4  | 1 | 1 | 186 | 157 | +29 | 9 |
| Randers HK                 | 6 | 4  | 1 | 1 | 153 | 144 | +9  | 9 |
| IK Sävehof                 | 6 | 2  | 0 | 4 | 167 | 188 | –21 | 4 |
| VfL Oldenburg              | 6 | 1  | 0 | 5 | 170 | 187 | –17 | 2 |

| 2017. január 7. 18:00 | VfL Oldenburg | 30–37       | Nantes Loire Atlantique HB | EWE Arena, Oldenburg Nézőszám: 812 Játékvezetők: Sa, Sa (POR) |
| 2017. január 7. 18:00 | Geschke 8     | (11–19)     | Holta 7                    | EWE Arena, Oldenburg Nézőszám: 812 Játékvezetők: Sa, Sa (POR) |
| 2017. január 7. 18:00 | 2× 2×         | Jegyzőkönyv | 4× 3× 1×                   | EWE Arena, Oldenburg Nézőszám: 812 Játékvezetők: Sa, Sa (POR) |

| 2017. január 8. 15:00 | IK Sävehof | 21–27       | Randers HK | Partillebohallen, Partille Nézőszám: 619 Játékvezetők: Jorum, Kleven (NOR) |
| 2017. január 8. 15:00 | Roberts 8  | (11–15)     | Dalby 7    | Partillebohallen, Partille Nézőszám: 619 Játékvezetők: Jorum, Kleven (NOR) |
| 2017. január 8. 15:00 | 5× 1×      | Jegyzőkönyv | 2× 2×      | Partillebohallen, Partille Nézőszám: 619 Játékvezetők: Jorum, Kleven (NOR) |

| 2017. január 14. 14:00 | Randers HK | 28–24       | VfL Oldenburg | Arena Randers, Randers Nézőszám: 802 Játékvezetők: Korja, Metsämäki (FIN) |
| 2017. január 14. 14:00 | Højlund 7  | (13–14)     | Geschke 8     | Arena Randers, Randers Nézőszám: 802 Játékvezetők: Korja, Metsämäki (FIN) |
| 2017. január 14. 14:00 | 1× 2×      | Jegyzőkönyv | 2× 3×         | Arena Randers, Randers Nézőszám: 802 Játékvezetők: Korja, Metsämäki (FIN) |

| 2017. január 14. 16:00 | IK Sävehof             | 23–36       | Nantes Loire Atlantique HB | Partillebohallen, Partille Nézőszám: 537 Játékvezetők: Pech, Vágvölgyi (HUN) |
| 2017. január 14. 16:00 | Ekenman-Fernis, Odén 4 | (9–19)      | Coatanea, Holta 7          | Partillebohallen, Partille Nézőszám: 537 Játékvezetők: Pech, Vágvölgyi (HUN) |
| 2017. január 14. 16:00 | 3× 3×                  | Jegyzőkönyv | 1× 3×                      | Partillebohallen, Partille Nézőszám: 537 Játékvezetők: Pech, Vágvölgyi (HUN) |

| 2017. január 21. 18:00 | Nantes Loire Atlantique HB | 25–19       | Randers HK | Palais des Sports de Beaulieu, Nantes Nézőszám: 3212 Játékvezetők: Christidi, Papamattheou (GRE) |
| 2017. január 21. 18:00 | Holta 7                    | (12–6)      | Molid 6    | Palais des Sports de Beaulieu, Nantes Nézőszám: 3212 Játékvezetők: Christidi, Papamattheou (GRE) |
| 2017. január 21. 18:00 | 1× 2×                      | Jegyzőkönyv | 3× 3×      | Palais des Sports de Beaulieu, Nantes Nézőszám: 3212 Játékvezetők: Christidi, Papamattheou (GRE) |

| 2017. január 22. 14:00 | VfL Oldenburg    | 30–32       | IK Sävehof | EWE Arena, Oldenburg Nézőszám: 823 Játékvezetők: Lillepea, Kull (EST) |
| 2017. január 22. 14:00 | Geschke, Smits 7 | (18–14)     | Odén 11    | EWE Arena, Oldenburg Nézőszám: 823 Játékvezetők: Lillepea, Kull (EST) |
| 2017. január 22. 14:00 | 4× 3×            | Jegyzőkönyv | 4× 2×      | EWE Arena, Oldenburg Nézőszám: 823 Játékvezetők: Lillepea, Kull (EST) |

| 2017. január 29. 14:00 | Randers HK | 26–26       | Nantes Loire Atlantique HB | Arena Randers, Randers Nézőszám: 574 Játékvezetők: Budzak, Zahradnik (SVK) |
| 2017. január 29. 14:00 | Heindahl 7 | (12–10)     | Stoiljković 5              | Arena Randers, Randers Nézőszám: 574 Játékvezetők: Budzak, Zahradnik (SVK) |
| 2017. január 29. 14:00 | 3× 3×      | Jegyzőkönyv | 3× 3×                      | Arena Randers, Randers Nézőszám: 574 Játékvezetők: Budzak, Zahradnik (SVK) |

| 2017. január 29. 15:00 | IK Sävehof | 37–33       | VfL Oldenburg | Partillebohallen, Partille Nézőszám: 478 Játékvezetők: Lindenbaum, Laron (ISR) |
| 2017. január 29. 15:00 | Roberts 7  | (18–14)     | Geschke 8     | Partillebohallen, Partille Nézőszám: 478 Játékvezetők: Lindenbaum, Laron (ISR) |
| 2017. január 29. 15:00 | 4× 2×      | Jegyzőkönyv | 4× 3×         | Partillebohallen, Partille Nézőszám: 478 Játékvezetők: Lindenbaum, Laron (ISR) |

| 2017. február 4. 16:00 | Randers HK | 28–24       | IK Sävehof | Arena Randers, Randers Nézőszám: 875 Játékvezetők: Markovska, Vutov (BUL) |
| 2017. február 4. 16:00 | Fisker 6   | (14–10)     | Odén 7     | Arena Randers, Randers Nézőszám: 875 Játékvezetők: Markovska, Vutov (BUL) |
| 2017. február 4. 16:00 | 1× 3×      | Jegyzőkönyv | 1× 2×      | Arena Randers, Randers Nézőszám: 875 Játékvezetők: Markovska, Vutov (BUL) |

| 2017. február 4. 16:00 | Nantes Loire Atlantique HB | 28–29       | VfL Oldenburg | Palais des Sports de Beaulieu, Nantes Nézőszám: 2200 Játékvezetők: Rakytina, Tkachuk (UKR) |
| 2017. február 4. 16:00 | Holta, Schop 5             | (13–11)     | Smits 10      | Palais des Sports de Beaulieu, Nantes Nézőszám: 2200 Játékvezetők: Rakytina, Tkachuk (UKR) |
| 2017. február 4. 16:00 | 3× 2×                      | Jegyzőkönyv | 1× 2×         | Palais des Sports de Beaulieu, Nantes Nézőszám: 2200 Játékvezetők: Rakytina, Tkachuk (UKR) |

| 2017. február 12. 14:00 | Nantes Loire Atlantique HB | 34–30       | IK Sävehof | Palais des Sports de Beaulieu, Nantes Nézőszám: 2500 Játékvezetők: Sirbu, Suponicov (MDA) |
| 2017. február 12. 14:00 | három játékos 5            | (19–16)     | Odén 7     | Palais des Sports de Beaulieu, Nantes Nézőszám: 2500 Játékvezetők: Sirbu, Suponicov (MDA) |
| 2017. február 12. 14:00 | 2× 1×                      | Jegyzőkönyv | 6× 3×      | Palais des Sports de Beaulieu, Nantes Nézőszám: 2500 Játékvezetők: Sirbu, Suponicov (MDA) |

| 2017. február 12. 16:30 | VfL Oldenburg     | 24–25       | Randers HK     | EWE Arena, Oldenburg Nézőszám: 644 Játékvezetők: Bonifer, Oláh (HUN) |
| 2017. február 12. 16:30 | Dulfer, Geschke 5 | (13–10)     | négy játékos 4 | EWE Arena, Oldenburg Nézőszám: 644 Játékvezetők: Bonifer, Oláh (HUN) |
| 2017. február 12. 16:30 | 4× 2×             | Jegyzőkönyv | 2× 3×          | EWE Arena, Oldenburg Nézőszám: 644 Játékvezetők: Bonifer, Oláh (HUN) |

### B csoport
| Csapat                  | M | Gy | D | V | G+  | G–  | Gk  | P  |
| ----------------------- | - | -- | - | - | --- | --- | --- | -- |
| Kubany Krasznodar       | 6 | 5  | 0 | 1 | 173 | 148 | +25 | 10 |
| Brest Bretagne Handball | 6 | 3  | 2 | 1 | 150 | 127 | +23 | 8  |
| Alba Fehérvár KC        | 6 | 2  | 2 | 2 | 159 | 156 | +3  | 6  |
| HC Leipzig              | 6 | 0  | 0 | 6 | 134 | 185 | –51 | 0  |

| 2017. január 7. 16:00 (13:00) | Kubany Krasznodar   | 31–26       | Alba Fehérvár KC | Olymp Sports Palace, Krasznodar Nézőszám: 2300 Játékvezetők: Kaluđerovic, Vujacic (MNE) |
| 2017. január 7. 16:00 (13:00) | V. Zsilinszkajtye 6 | (18–8)      | Bandelier 8      | Olymp Sports Palace, Krasznodar Nézőszám: 2300 Játékvezetők: Kaluđerovic, Vujacic (MNE) |
| 2017. január 7. 16:00 (13:00) | 4× 3×               | Jegyzőkönyv | 5× 2×            | Olymp Sports Palace, Krasznodar Nézőszám: 2300 Játékvezetők: Kaluđerovic, Vujacic (MNE) |

| 2017. január 7. 18:00 | HC Leipzig | 15–34       | Brest Bretagne Handball | Arena Leipzig, Lipcse Nézőszám: 966 Játékvezetők: Mata, López (ESP) |
| 2017. január 7. 18:00 | Lang 4     | (6–13)      | Copy, Pineau 6          | Arena Leipzig, Lipcse Nézőszám: 966 Játékvezetők: Mata, López (ESP) |
| 2017. január 7. 18:00 | 3× 2×      | Jegyzőkönyv | 3× 3×                   | Arena Leipzig, Lipcse Nézőszám: 966 Játékvezetők: Mata, López (ESP) |

| 2017. január 14. 18:00 | Brest Bretagne Handball | 27–21       | Kubany Krasznodar | Brest Arena, Brest Nézőszám: 4077 Játékvezetők: di Domenico, Fornasier (ITA) |
| 2017. január 14. 18:00 | Geiger 5                | (14–11)     | Koroljova 5       | Brest Arena, Brest Nézőszám: 4077 Játékvezetők: di Domenico, Fornasier (ITA) |
| 2017. január 14. 18:00 | 2× 3×                   | Jegyzőkönyv | 6× 2× 1×          | Brest Arena, Brest Nézőszám: 4077 Játékvezetők: di Domenico, Fornasier (ITA) |

| 2017. január 14. 18:00 | HC Leipzig | 21–34       | Alba Fehérvár KC | Arena Leipzig, Lipcse Nézőszám: 591 Játékvezetők: Bolic, Hurich (AUT) |
| 2017. január 14. 18:00 | Bösch 6    | (8–14)      | Gjeorgjievska 10 | Arena Leipzig, Lipcse Nézőszám: 591 Játékvezetők: Bolic, Hurich (AUT) |
| 2017. január 14. 18:00 | 2× 2×      | Jegyzőkönyv | 3× 2×            | Arena Leipzig, Lipcse Nézőszám: 591 Játékvezetők: Bolic, Hurich (AUT) |

| 2017. január 21. 16:00 (13:00) | Kubany Krasznodar   | 32–24       | HC Leipzig | Olymp Sports Palace, Krasznodar Nézőszám: 2308 Játékvezetők: Loncar, Loncar (CRO) |
| 2017. január 21. 16:00 (13:00) | V. Zsilinszkajtye 8 | (19–10)     | Reimer 8   | Olymp Sports Palace, Krasznodar Nézőszám: 2308 Játékvezetők: Loncar, Loncar (CRO) |
| 2017. január 21. 16:00 (13:00) | 4× 2×               | Jegyzőkönyv | 5× 3×      | Olymp Sports Palace, Krasznodar Nézőszám: 2308 Játékvezetők: Loncar, Loncar (CRO) |

| 2017. január 22. 14:00 | Alba Fehérvár KC | 25–25       | Brest Bretagne Handball | Köfém Sportcsarnok, Székesfehérvár Nézőszám: 900 Játékvezetők: Nabokau, Kulik (BLR) |
| 2017. január 22. 14:00 | Gjeorgjievska 12 | (14–15)     | Geiger 9                | Köfém Sportcsarnok, Székesfehérvár Nézőszám: 900 Játékvezetők: Nabokau, Kulik (BLR) |
| 2017. január 22. 14:00 | 1× 3×            | Jegyzőkönyv | 3× 3×                   | Köfém Sportcsarnok, Székesfehérvár Nézőszám: 900 Játékvezetők: Nabokau, Kulik (BLR) |

| 2017. január 28. 19:00 | HC Leipzig      | 27–33       | Kubany Krasznodar                 | Arena Leipzig, Lipcse Nézőszám: 897 Játékvezetők: Kjaer, Pedersen (DEN) |
| 2017. január 28. 19:00 | Bösch, Reimer 6 | (12–19)     | Marennyikova, V. Zsilinszkajtye 5 | Arena Leipzig, Lipcse Nézőszám: 897 Játékvezetők: Kjaer, Pedersen (DEN) |
| 2017. január 28. 19:00 | 2× 3×           | Jegyzőkönyv | 5× 2×                             | Arena Leipzig, Lipcse Nézőszám: 897 Játékvezetők: Kjaer, Pedersen (DEN) |

| 2017. január 29. 17:00 | Brest Bretagne Handball | 21–21       | Alba Fehérvár KC | Brest Arena, Brest Nézőszám: 2757 Játékvezetők: Panayides, Andreou (CYP) |
| 2017. január 29. 17:00 | Pineau 7                | (7–11)      | Piedade 5        | Brest Arena, Brest Nézőszám: 2757 Játékvezetők: Panayides, Andreou (CYP) |
| 2017. január 29. 17:00 | 1× 3×                   | Jegyzőkönyv | 2× 3×            | Brest Arena, Brest Nézőszám: 2757 Játékvezetők: Panayides, Andreou (CYP) |

| 2017. február 4. 17:15 | Alba Fehérvár KC | 24–31       | Kubany Krasznodar | Köfém Sportcsarnok, Székesfehérvár Nézőszám: 900 Játékvezetők: Brodbeck, Reich (GER) |
| 2017. február 4. 17:15 | Gjeorgjievska 7  | (11–11)     | Danshina 7        | Köfém Sportcsarnok, Székesfehérvár Nézőszám: 900 Játékvezetők: Brodbeck, Reich (GER) |
| 2017. február 4. 17:15 | 4× 3×            | Jegyzőkönyv | 4× 1×             | Köfém Sportcsarnok, Székesfehérvár Nézőszám: 900 Játékvezetők: Brodbeck, Reich (GER) |

| 2017. február 5. 17:00 | Brest Bretagne Handball | 23–20       | HC Leipzig | Brest Arena, Brest Nézőszám: 4058 Játékvezetők: Buache, Meyer (SUI) |
| 2017. február 5. 17:00 | Copy, Geiger 4          | (10–10)     | Mazzucco 7 | Brest Arena, Brest Nézőszám: 4058 Játékvezetők: Buache, Meyer (SUI) |
| 2017. február 5. 17:00 | 2× 1×                   | Jegyzőkönyv | 1× 2×      | Brest Arena, Brest Nézőszám: 4058 Játékvezetők: Buache, Meyer (SUI) |

| 2017. február 12. 16:00 (13:00) | Kubany Krasznodar | 25–20       | Brest Bretagne Handball | Olymp Sports Palace, Krasznodar Nézőszám: 2200 Játékvezetők: Frieser, Kavulic (CZE) |
| 2017. február 12. 16:00 (13:00) | Szudakova 6       | (17–8)      | három játékos 4         | Olymp Sports Palace, Krasznodar Nézőszám: 2200 Játékvezetők: Frieser, Kavulic (CZE) |
| 2017. február 12. 16:00 (13:00) | 3× 2×             | Jegyzőkönyv | 5× 2×                   | Olymp Sports Palace, Krasznodar Nézőszám: 2200 Játékvezetők: Frieser, Kavulic (CZE) |

| 2017. február 12. 15:00 | Alba Fehérvár KC | 29–27       | HC Leipzig         | Köfém Sportcsarnok, Székesfehérvár Nézőszám: 950 Játékvezetők: Jaskins, Zabko (LAT) |
| 2017. február 12. 15:00 | Mendy 6          | (14–11)     | Mazzucco, Reimer 8 | Köfém Sportcsarnok, Székesfehérvár Nézőszám: 950 Játékvezetők: Jaskins, Zabko (LAT) |
| 2017. február 12. 15:00 | 1× 2×            | Jegyzőkönyv | 6× 2×              | Köfém Sportcsarnok, Székesfehérvár Nézőszám: 950 Játékvezetők: Jaskins, Zabko (LAT) |

### C csoport
| Csapat            | M | Gy | D | V | G+  | G–  | Gk  | P  |
| ----------------- | - | -- | - | - | --- | --- | --- | -- |
| Rosztov-Don       | 6 | 5  | 0 | 1 | 173 | 137 | +36 | 10 |
| SG BBM Bietigheim | 6 | 3  | 0 | 3 | 166 | 173 | –7  | 6  |
| Érd NK            | 6 | 2  | 0 | 4 | 165 | 169 | –4  | 4  |
| Byasen Trondheim  | 6 | 2  | 0 | 4 | 163 | 188 | –25 | 4  |

| 2017. január 7. 17:00 (14:00) | Rosztov-Don          | 27–24       | Érd NK         | Palace of Sport "Rostov-Don", Rosztov-na-Donu Nézőszám: 2500 Játékvezetők: Prastalo, Todorovic (BIH) |
| 2017. január 7. 17:00 (14:00) | Dembélé, Vjahireva 5 | (16–11)     | Krpež Slezak 9 | Palace of Sport "Rostov-Don", Rosztov-na-Donu Nézőszám: 2500 Játékvezetők: Prastalo, Todorovic (BIH) |
| 2017. január 7. 17:00 (14:00) | 2× 3×                | Jegyzőkönyv | 3× 2×          | Palace of Sport "Rostov-Don", Rosztov-na-Donu Nézőszám: 2500 Játékvezetők: Prastalo, Todorovic (BIH) |

| 2017. január 7. 19:00 | SG BBM Bietigheim | 39–33       | Byasen Trondheim | EgeTrans Arena, Bietigheim Nézőszám: 1019 Játékvezetők: Cabrejas, Sánchez (ESP) |
| 2017. január 7. 19:00 | S. Müller 10      | (19–18)     | Venn 7           | EgeTrans Arena, Bietigheim Nézőszám: 1019 Játékvezetők: Cabrejas, Sánchez (ESP) |
| 2017. január 7. 19:00 | 3× 2×             | Jegyzőkönyv | 2× 3×            | EgeTrans Arena, Bietigheim Nézőszám: 1019 Játékvezetők: Cabrejas, Sánchez (ESP) |

| 2017. január 15. 16:00 | Byasen Trondheim | 29–24       | Rosztov-Don | Trondheim Spektrum, Trondheim Nézőszám: 1342 Játékvezetők: Nastase, Stancu (ROU) |
| 2017. január 15. 16:00 | Arntzen 7        | (18–13)     | Barbosa 7   | Trondheim Spektrum, Trondheim Nézőszám: 1342 Játékvezetők: Nastase, Stancu (ROU) |
| 2017. január 15. 16:00 | 4× 3× 1×         | Jegyzőkönyv | 2×          | Trondheim Spektrum, Trondheim Nézőszám: 1342 Játékvezetők: Nastase, Stancu (ROU) |

| 2017. január 15. 16:00 | Érd NK          | 35–27       | SG BBM Bietigheim | Városi Sportcsarnok, Érd Nézőszám: 2200 Játékvezetők: Duplii, Kaverina (UKR) |
| 2017. január 15. 16:00 | Krpež Slezak 11 | (17–16)     | S. Müller 6       | Városi Sportcsarnok, Érd Nézőszám: 2200 Játékvezetők: Duplii, Kaverina (UKR) |
| 2017. január 15. 16:00 | 3× 3×           | Jegyzőkönyv | 2× 3×             | Városi Sportcsarnok, Érd Nézőszám: 2200 Játékvezetők: Duplii, Kaverina (UKR) |

| 2017. január 21. 18:00 | Byasen Trondheim | 35–28       | Érd NK         | Trondheim Spektrum, Trondheim Nézőszám: 1256 Játékvezetők: Mandák, Rudinský (SVK) |
| 2017. január 21. 18:00 | Waade 11         | (15–17)     | Krpež Slezak 8 | Trondheim Spektrum, Trondheim Nézőszám: 1256 Játékvezetők: Mandák, Rudinský (SVK) |
| 2017. január 21. 18:00 | 1× 2×            | Jegyzőkönyv | 2× 3× 1×       | Trondheim Spektrum, Trondheim Nézőszám: 1256 Játékvezetők: Mandák, Rudinský (SVK) |

| 2017. január 21. 19:00 | SG BBM Bietigheim | 20–23       | Rosztov-Don   | EgeTrans Arena, Bietigheim Nézőszám: 1411 Játékvezetők: Marić, Mašić (SRB) |
| 2017. január 21. 19:00 | Naidzinavicius 4  | (11–13)     | Borshchenko 8 | EgeTrans Arena, Bietigheim Nézőszám: 1411 Játékvezetők: Marić, Mašić (SRB) |
| 2017. január 21. 19:00 | 3× 3× 1×          | Jegyzőkönyv | 3× 3×         | EgeTrans Arena, Bietigheim Nézőszám: 1411 Játékvezetők: Marić, Mašić (SRB) |

| 2017. január 28. 17:00 (14:00) | Rosztov-Don     | 34–24       | SG BBM Bietigheim | Palace of Sport "Rostov-Don", Rosztov-na-Donu Nézőszám: 2300 Játékvezetők: Barysas, Petrusis (LTU) |
| 2017. január 28. 17:00 (14:00) | Barbosa, Belo 7 | (19–11)     | N. Müller 9       | Palace of Sport "Rostov-Don", Rosztov-na-Donu Nézőszám: 2300 Játékvezetők: Barysas, Petrusis (LTU) |
| 2017. január 28. 17:00 (14:00) | 2× 3×           | Jegyzőkönyv | 3× 1×             | Palace of Sport "Rostov-Don", Rosztov-na-Donu Nézőszám: 2300 Játékvezetők: Barysas, Petrusis (LTU) |

| 2017. január 29. 15:30 | Érd NK         | 34–22       | Byasen Trondheim | Városi Sportcsarnok, Érd Nézőszám: 2200 Játékvezetők: Vitaku, Vitaku (KOS) |
| 2017. január 29. 15:30 | Krpež Slezak 8 | (15–12)     | Alstad 7         | Városi Sportcsarnok, Érd Nézőszám: 2200 Játékvezetők: Vitaku, Vitaku (KOS) |
| 2017. január 29. 15:30 | 2× 2×          | Jegyzőkönyv | 3× 3×            | Városi Sportcsarnok, Érd Nézőszám: 2200 Játékvezetők: Vitaku, Vitaku (KOS) |

| 2017. február 4. 18:00 | Byasen Trondheim | 23–28       | SG BBM Bietigheim | Trondheim Spektrum, Trondheim Nézőszám: 1132 Játékvezetők: Hermann, Madsen (DEN) |
| 2017. február 4. 18:00 | Alstad 6         | (12–16)     | S. Müller 8       | Trondheim Spektrum, Trondheim Nézőszám: 1132 Játékvezetők: Hermann, Madsen (DEN) |
| 2017. február 4. 18:00 | 2× 3×            | Jegyzőkönyv | 5× 3×             | Trondheim Spektrum, Trondheim Nézőszám: 1132 Játékvezetők: Hermann, Madsen (DEN) |

| 2017. február 5. 15:00 | Érd NK         | 19–30       | Rosztov-Don | Városi Sportcsarnok, Érd Nézőszám: 2200 Játékvezetők: Mata, López (ESP) |
| 2017. február 5. 15:00 | Krpež Slezak 7 | (10–13)     | Vjahireva 7 | Városi Sportcsarnok, Érd Nézőszám: 2200 Játékvezetők: Mata, López (ESP) |
| 2017. február 5. 15:00 | 2× 3×          | Jegyzőkönyv | 4× 2×       | Városi Sportcsarnok, Érd Nézőszám: 2200 Játékvezetők: Mata, López (ESP) |

| 2017. február 11. 17:00 (14:00) | Rosztov-Don | 35–21       | Byasen Trondheim | Palace of Sport "Rostov-Don", Rosztov-na-Donu Nézőszám: 2800 Játékvezetők: Doychinov, Goretsov (BUL) |
| 2017. február 11. 17:00 (14:00) | Vjahireva 6 | (20–8)      | Alstad 6         | Palace of Sport "Rostov-Don", Rosztov-na-Donu Nézőszám: 2800 Játékvezetők: Doychinov, Goretsov (BUL) |
| 2017. február 11. 17:00 (14:00) | 1× 3×       | Jegyzőkönyv | 2× 3×            | Palace of Sport "Rostov-Don", Rosztov-na-Donu Nézőszám: 2800 Játékvezetők: Doychinov, Goretsov (BUL) |

| 2017. február 12. 15:00 | SG BBM Bietigheim | 28–25       | Érd NK      | EgeTrans Arena, Bietigheim Nézőszám: 3018 Játékvezetők: Argyridis, Mouttas (CYP) |
| 2017. február 12. 15:00 | S. Müller 9       | (16–11)     | Kisfaludy 5 | EgeTrans Arena, Bietigheim Nézőszám: 3018 Játékvezetők: Argyridis, Mouttas (CYP) |
| 2017. február 12. 15:00 | 4× 2×             | Jegyzőkönyv | 4× 3×       | EgeTrans Arena, Bietigheim Nézőszám: 3018 Játékvezetők: Argyridis, Mouttas (CYP) |

### D csoport
| Csapat                              | M | Gy | D | V | G+  | G–  | Gk  | P |
| ----------------------------------- | - | -- | - | - | --- | --- | --- | - |
| TuS Metzingen                       | 6 | 3  | 1 | 2 | 176 | 153 | +23 | 7 |
| NFH – Nykøbing Falster Håndboldklub | 6 | 2  | 3 | 1 | 194 | 180 | +14 | 7 |
| HC Lada Togliatti                   | 6 | 3  | 0 | 3 | 165 | 164 | +1  | 6 |
| Glassverket IF                      | 6 | 1  | 2 | 3 | 137 | 175 | –38 | 4 |

| 2017. január 7. 15:00 | NFH – Nykøbing Falster Håndboldklub | 35–23       | HC Lada Togliatti | Scandlines Arena, Nykøbing Falster Nézőszám: 2875 Játékvezetők: Bennani, Bennani (SWE) |
| 2017. január 7. 15:00 | Gravholt, J. Westberg 7             | (18–14)     | Malashenko 6      | Scandlines Arena, Nykøbing Falster Nézőszám: 2875 Játékvezetők: Bennani, Bennani (SWE) |
| 2017. január 7. 15:00 | 2× 2×                               | Jegyzőkönyv | 7× 2×             | Scandlines Arena, Nykøbing Falster Nézőszám: 2875 Játékvezetők: Bennani, Bennani (SWE) |

| 2017. január 7. 16:00 | Glassverket IF    | 16–22       | TuS Metzingen | Öschhalle, Metzingen Nézőszám: 410 Játékvezetők: Sniurevicius, Grigalionis (LTU) |
| 2017. január 7. 16:00 | Bjoernsen, Merg 4 | (8–9)       | Szekerczés 6  | Öschhalle, Metzingen Nézőszám: 410 Játékvezetők: Sniurevicius, Grigalionis (LTU) |
| 2017. január 7. 16:00 | 2× 2×             | Jegyzőkönyv | 3×            | Öschhalle, Metzingen Nézőszám: 410 Játékvezetők: Sniurevicius, Grigalionis (LTU) |

| 2017. január 14. 16:00 (13:00) | HC Lada Togliatti | 32–21       | Glassverket IF        | Olymp Sportkomplex, Togliatti Nézőszám: 2400 Játékvezetők: Ben-Dan, Faran (ISR) |
| 2017. január 14. 16:00 (13:00) | Dmitrijeva 6      | (13–9)      | Haraldsdóttir, Merg 5 | Olymp Sportkomplex, Togliatti Nézőszám: 2400 Játékvezetők: Ben-Dan, Faran (ISR) |
| 2017. január 14. 16:00 (13:00) | 6× 3×             | Jegyzőkönyv | 2× 3×                 | Olymp Sportkomplex, Togliatti Nézőszám: 2400 Játékvezetők: Ben-Dan, Faran (ISR) |

| 2017. január 14. 20:00 | TuS Metzingen | 29–34       | NFH – Nykøbing Falster Håndboldklub | Öschhalle, Metzingen Nézőszám: 1000 Játékvezetők: Ilieva, Karbeska (MKD) |
| 2017. január 14. 20:00 | Loerper 11    | (18–17)     | Gravholt, Hagman 6                  | Öschhalle, Metzingen Nézőszám: 1000 Játékvezetők: Ilieva, Karbeska (MKD) |
| 2017. január 14. 20:00 | 2× 3×         | Jegyzőkönyv | 4× 3×                               | Öschhalle, Metzingen Nézőszám: 1000 Játékvezetők: Ilieva, Karbeska (MKD) |

| 2017. január 21. 16:00 (13:00) | HC Lada Togliatti | 26–27       | TuS Metzingen | Olymp Sportkomplex, Togliatti Nézőszám: 2300 Játékvezetők: Andorka, Hucker (HUN) |
| 2017. január 21. 16:00 (13:00) | Dmitrijeva 10     | (11–16)     | Loerper 10    | Olymp Sportkomplex, Togliatti Nézőszám: 2300 Játékvezetők: Andorka, Hucker (HUN) |
| 2017. január 21. 16:00 (13:00) | 2× 3×             | Jegyzőkönyv | 2× 2× 1×      | Olymp Sportkomplex, Togliatti Nézőszám: 2300 Játékvezetők: Andorka, Hucker (HUN) |

| 2017. január 22. 18:00 | Glassverket IF | 25–25       | NFH – Nykøbing Falster Håndboldklub | Drammenshallen, Drammen Nézőszám: 345 Játékvezetők: Schulze, Tönnies (GER) |
| 2017. január 22. 18:00 | Wolff 6        | (14–16)     | Hagman 8                            | Drammenshallen, Drammen Nézőszám: 345 Játékvezetők: Schulze, Tönnies (GER) |
| 2017. január 22. 18:00 | 2× 2×          | Jegyzőkönyv | 1× 2×                               | Drammenshallen, Drammen Nézőszám: 345 Játékvezetők: Schulze, Tönnies (GER) |

| 2017. január 28. 15:00 | NFH – Nykøbing Falster Håndboldklub | 32–32       | Glassverket IF | Scandlines Arena, Nykøbing Falster Nézőszám: 988 Játékvezetők: Hofer, Schmidhuber (AUT) |
| 2017. január 28. 15:00 | K. Kristiansen 7                    | (15–20)     | Christensen 10 | Scandlines Arena, Nykøbing Falster Nézőszám: 988 Játékvezetők: Hofer, Schmidhuber (AUT) |
| 2017. január 28. 15:00 | 2× 1×                               | Jegyzőkönyv | 1× 2×          | Scandlines Arena, Nykøbing Falster Nézőszám: 988 Játékvezetők: Hofer, Schmidhuber (AUT) |

| 2017. január 28. 20:00 | TuS Metzingen | 23–24       | HC Lada Togliatti       | Öschhallen, Metzingen Nézőszám: 1200 Játékvezetők: Pandžić, Satordzija (BIH) |
| 2017. január 28. 20:00 | Loerper 6     | (12–13)     | Malashenko, Samokhina 6 | Öschhallen, Metzingen Nézőszám: 1200 Játékvezetők: Pandžić, Satordzija (BIH) |
| 2017. január 28. 20:00 | 2× 3×         | Jegyzőkönyv | 6× 3×                   | Öschhallen, Metzingen Nézőszám: 1200 Játékvezetők: Pandžić, Satordzija (BIH) |

| 2017. február 3. 20:00 | TuS Metzingen | 39–17       | Glassverket IF | Öschhallen, Metzingen Nézőszám: 1300 Játékvezetők: Simone, Monitillo (ITA) |
| 2017. február 3. 20:00 | Zapf 6        | (19–8)      | Christensen 4  | Öschhallen, Metzingen Nézőszám: 1300 Játékvezetők: Simone, Monitillo (ITA) |
| 2017. február 3. 20:00 | 4× 3×         | Jegyzőkönyv | 2× 2×          | Öschhallen, Metzingen Nézőszám: 1300 Játékvezetők: Simone, Monitillo (ITA) |

| 2017. február 4. 16:00 (13:00) | HC Lada Togliatti | 35–32       | NFH – Nykøbing Falster Håndboldklub | Olymp Sportkomplex, Togliatti Nézőszám: 2600 Játékvezetők: Scevola, Alperan (ITA) |
| 2017. február 4. 16:00 (13:00) | Dmitrijeva 8      | (17–17)     | Iversen 11                          | Olymp Sportkomplex, Togliatti Nézőszám: 2600 Játékvezetők: Scevola, Alperan (ITA) |
| 2017. február 4. 16:00 (13:00) | 4× 3×             | Jegyzőkönyv | 3× 3×                               | Olymp Sportkomplex, Togliatti Nézőszám: 2600 Játékvezetők: Scevola, Alperan (ITA) |

| 2017. február 11. 16:00 | Glassverket IF | 26–25       | HC Lada Togliatti | Drammenshallen, Drammen Nézőszám: 475 Játékvezetők: Cernavskis, Bogdanovs (LAT) |
| 2017. február 11. 16:00 | Merg 7         | (15–12)     | Szamohina         | Drammenshallen, Drammen Nézőszám: 475 Játékvezetők: Cernavskis, Bogdanovs (LAT) |
| 2017. február 11. 16:00 | 2×             | Jegyzőkönyv | 2× 2×             | Drammenshallen, Drammen Nézőszám: 475 Játékvezetők: Cernavskis, Bogdanovs (LAT) |

| 2017. február 12. 15:00 | NFH – Nykøbing Falster Håndboldklub | 36–36       | TuS Metzingen | Scandlines Arena, Nykøbing Falster Nézőszám: 1118 Játékvezetők: Novikov, Perepilitsy (UKR) |
| 2017. február 12. 15:00 | Kristiansen 12                      | (19–19)     | Loerper 8     | Scandlines Arena, Nykøbing Falster Nézőszám: 1118 Játékvezetők: Novikov, Perepilitsy (UKR) |
| 2017. február 12. 15:00 | 3× 3×                               | Jegyzőkönyv | 3× 3×         | Scandlines Arena, Nykøbing Falster Nézőszám: 1118 Játékvezetők: Novikov, Perepilitsy (UKR) |